# Neil Brown Jr.
Cornelius C. „Neil“ Brown Jr. (* 19. června 1980 Orlando, Florida) je americký herec a zpěvák. Proslavil se rolí Guilerma v seriálu Živí mrtví nebo rolí Felixe v seriálu South Beach. V roce 2015 si zahrál roli Dj Yella ve filmu Straight Outta Compton. Od roku 2017 hraje jednu z hlavních rolí v seriálu stanice CBS Tým SEAL.

## Kariéra
Brown se objevil v televizním seriálu o bojovém umění W/MAC Masters. V roce 2009 si zahrál závodníka Malika Zona ve filmu Rychlí a zběsilí. V roce 2011 si zahrál roli Richarda Guerrera v akčním filmu Světová invaze. V roce 2015 získal roli v životopisném filmu Straight Outta Compton. Od roku 2016 do roku 2017 hrál vedlejší roli Chada v seriálu Nesvá. Od roku 2017 hraje jednu z hlavních rolí v seriálu stanice CBS Tým SEAL.

## Filmografie

### Film
| Rok  | Název                     | Role                      | Poznámky            |
| ---- | ------------------------- | ------------------------- | ------------------- |
| 2000 | Tábor tygrů               | Jamoa Kearns              |                     |
| 2003 | Presumpce viny            | James                     |                     |
| 2004 | Mr. 3000                  | Rick                      |                     |
| 2006 | This That Hang from Trees | Victor                    |                     |
| 2007 | Fear Itself               | Marshall Love             |                     |
| 2008 | Nikdy to nevzdávej        | Aaron                     |                     |
| 2009 | Rychlí a zběsilí          | Malik Zon                 |                     |
| 2009 | Just Another Day          | Ronny                     |                     |
| 2009 | Scare Zone                | Spider                    |                     |
| 2011 | Světová invaze            | Richard "Motown" Guerrero |                     |
| 2012 | Kidnapped Souls           | Quenton                   |                     |
| 2012 | What Comes Around         | Jamal                     | krátkometrážní film |
| 2015 | Straight Outta Compton    | DJ Yella                  |                     |
| 2015 | Rivers 9                  | Virgil Dobbs              |                     |
| 2015 | Krevní pouto              | Rich Diaz                 |                     |
| 2015 | Cold: Choices             | John Polanco              | krátkometrážní film |
| 2016 | San Patricios             |                           |                     |
| 2016 | Bayou Tales               | Beauchamp                 |                     |
| 2017 | Sand Castle               | Enzo                      |                     |
| 2017 | Lawless Range             | Wesley Gonzalez           |                     |
| 2017 | Me + 1                    | Tai Jackson               | krátkometrážní film |
| 2017 | Pope                      | Dejuan                    |                     |
| 2017 | Naked                     | strážník McBride          |                     |
| 2018 | City of Lies              | Rafael Perez              |                     |
| 2019 | Bayou Tales               | Beauchamp                 |                     |

### Televize
| Rok       | Název                                   | Role                             | Poznámky                              |
| --------- | --------------------------------------- | -------------------------------- | ------------------------------------- |
| 1995      | WMAC Masters                            | Jake                             | díl: „Going For Gold"“                |
| 1996      | Second Noah                             | boxer                            | "God's Last Laugh"                    |
| 1999      | Pohotovost                              | Hubert Knoles                    | díl: „Middle of Nowhere"“             |
| 2000      | Noah Knows Best                         | Retro                            | díl: „Noah Knows Politics"“           |
| 2001      | America's Most Wanted                   | Cantalino Morales aka Little Boy | díl: „America Fights Back-Little Boy“ |
| 2001      | Sheena                                  | Taya/Nakele                      | 2 díly                                |
| 2002      | MDs                                     | P.A.K.                           | díl: „Family Secrets“                 |
| 2002      | Resurrection Blvd.                      | boxer                            | díl: „En Un Momento“                  |
| 2006      | Vetřelci z hlubin                       | Keith                            | díl: „1.11“                           |
| 2006      | South Beach                             | Felix Rodriguez                  | 4 díly                                |
| 2008      | Army Wives                              | Sam Turner                       | díl: „Thicker than Water“             |
| 2009      | Fear Clinic                             | Jarell                           | díl: „Claustophobia“                  |
| 2010      | Živí mrtví                              | Guillermo                        | díl: „Rukojmí“                        |
| 2011      | Harry's Law                             | Tank                             | díl: „A day in the life“              |
| 2011      | Kravaťáci                               | Clifford Danner                  | 3 díly                                |
| 2012      | Castle na zabití                        | Eddie Gordon                     | díl: „Smrt tanečnice“                 |
| 2012      | Borderline Coyotes                      | Paco                             | 2 díly                                |
| 2012      | Heroic Daze                             | Oliver                           | 2 díly                                |
| 2012      | Tráva                                   | Paramedic Mike Garcia            | 2 díly                                |
| 2013      | Námořní vyšetřovací služba              | Martin Archer                    | díl: „Dvojité zaslepení“              |
| 2014      | Námořní vyšetřovací služba L. A.        | Tommy Walker                     | díl: „Mezi řádky“                     |
| 2015      | Kriminálka: Oddělení kybernetiky        | místní detektiv                  | díl: „Bit by Bit“                     |
| 2016      | Dirk Gently's Holistic Detective Agency | Joel Estavez                     | vedlejší role, 8 dílů                 |
| 2016–2017 | Nesvá                                   | Chad                             | vedlejší role, 7 dílů                 |
| 2017      | Griffinovi                              | atlet (hlas)                     | díl: „Saturated Fat Guy“              |
| 2017      | Americký táta                           | kluk (hlas)                      | díl: „Kloger“                         |
| 2017–2024 | Tým SEAL                                | Raymond „Ray“ Perry              | hlavní role                           |